# Tyga
Мајкл Реј Стивенсон (енгл. Micheal Ray Stevenson; 19. новембар 1989), познатији под уметничким именом Тајга (енгл. Tyga, Thank you God always), амерички је репер, текстописац, певач и глумац. Неке од његових познатих песама су „Taste” (8. место на Билборд хот 100 листи), „Rack City”, „Faded” и „Far Away”.

## Дискографија
Студијски албуми
- No Introduction (2008)
- Careless World: Rise of the Last King (2012)
- Hotel California (2013)
- The Gold Album: 18th Dynasty (2015)
- BitchImTheShit2 (2017)
- Kyoto (2018)
- Legendary (2019)